# Сципион дел Феро
Сципион дел Феро (6 февруари 1465 – 5 ноември 1526) е италиански математик, който първи открива метод за решение на непълното кубично уравнение.

## Живот
Сципионе дел Феро е роден в Болоня, Северна Италия, в семейството на Флориано и Филипа Эеро. Баща му, Флориано, работи в хартиената индустрия, което вероятно позволява на Сципионе достъп до множество различни трудове през ранните години на живота му. Той се жени и има дъщеря, която е кръстена на майка му – Филипа.
Той най-вероятно учи в Болонския университет, където става лектор по Аритметика и Геометрия през 1496 г. През последните си години, той започва търговска работа.

## Работа
Няма останали ръкописи от дел Феро. Това до голяма степен се дължи на неговата неговата съпротива относно обявяването на работите си. Вместо да публикува своите идея, той ги показва само на малка, избрана група от приятели и ученици.
Смята се, че това е заради практиката на математиците по това време да се предизвикват. Който математик приеме чуждото предизвикателство, всеки трябва да реши задачите на другия. Загубелият, често губи финансирането си или мястото си в университета. Дел Феро е уплашен да не бъде предизвикан и най-вероятно пази най-великата си работа в тайна за да може да се защити в случай на предизвикателство.
Въпреки тази секретност, той има тетрадка, където записва всичките си важни открития. След смъртта му през 1526 г., тази тетрадка се наследена от неговия зет Ханивал Наве, който е женен за дъщерята на дел Феро – Филипа. Наве също е математик и бивш студент на дел Феро и го замества в Болонския университет след смъртта му.
През 1543 г. Джироламо Кардано и Лодовико Ферари (един от учениците на Кардано) пътуват до Болоня за да се срещнат с Наве и научават за тетрадката на починалия му тъст, където е написано решението на непълното кубично уравнение.

## Решението на кубичното уравнение
Математиците по времето на дел Феро знаят че общото кубично уравнение може да бъде опростено до един от двата случаи наречени непълно кубично уравнение, за положителни числа {\displaystyle p},{\displaystyle q},{\displaystyle x}:
{\displaystyle x^{3}+px=q\,}
{\displaystyle x^{3}=px+q\,}
Въпреки че не се знае днес със сигурност методът, който е използвал дел Феро, се смята че е използвал факта, че {\displaystyle x={\sqrt {a+{\sqrt {b}}}}+{\sqrt {a-{\sqrt {b}}}}} решава уравнението {\displaystyle x^{2}=(2{\sqrt {a^{2}-b}})x+2a} за да предположи, че {\displaystyle x={\sqrt[{3}]{a+{\sqrt {b}}}}+{\sqrt[{3}]{a-{\sqrt {b}}}}} solves {\displaystyle x^{3}=(3{\sqrt[{3}]{a^{2}-b}})x+2a}. Това се оказва вярно.
Чрез подходящото заместване на параметрите, може да се извлече решение на непълното кубично уравнение: {\displaystyle {\sqrt[{3}]{{\frac {q}{2}}+{\sqrt {{\frac {q^{2}}{4}}+{\frac {p^{3}}{27}}}}}}+{\sqrt[{3}]{{\frac {q}{2}}-{\sqrt {{\frac {q^{2}}{4}}+{\frac {p^{3}}{27}}}}}}}
Има предположения относно дали дел Феро работи върху решени на кубичното уравнение в резултат на кратката служба на Лука Пачоли в Болонския университет през 1501-1502 г. Пачоли казва в книгата си Всичко за аритметиката, геометрията, пропорциите и пропорционалностите, че смята че не съществува решение на уравнението, което води до широк интерес в математическото общество.
Не се знае дали Сципионе дел Феро решава и двата случая. Въпреки това през 1925 г. са открити ръкописи от Бартолоти, които съдържат метода на дел Феро и карат Бартолоти да смята, че дел Феро е решил и двата случая.
Джироламо Кардано, в книгата си Ars Magna (публикувана през 1545 г.) казва, че дел Феро този който първи решава кубичното уравнение и че Формула на Кардано е всъщност метода на дел Феро.

## Други приноси
Дел Феро също прави важни приноси за рационализирането на дроби, чиито знаменатели съдържат сумите на кубични корени.
Тъй също изследва геометрични проблеми чрез компас поставен на определен ъгъл, но малко се знае за работата му в тази област.